# Анн де Монморанси-Фоссё
Анн де Монморанси (фр. Anne de Montmorency; ок. 1554 — 3 июня 1592, Куртален), 2-й маркиз де Тюри, барон де Фоссё, сеньор де Куртален — французский придворный и военный деятель.
Сын Пьера I де Монморанси-Фоссё и Жаклин д'Авогур.
Капитан ордонансовой роты из 50 воинов, первый камергер Франсуа де Валуа, герцога Анжуйского и Алансонского, был пожалован королём в рыцари ордена Святого Михаила. На службе Генриху IV отличился в 1592 при осаде Руана, но умер по возвращении оттуда в замке Куртален.

## Семья
Жена (4.02.1577): Мари де Бон (ум. 1611), дочь Жана де Бона, сеньора де Ла Тур д'Аржи и Лонгвиля, и Жанны де Мюзо
Дети:
- Пьер II де Монморанси-Фоссё (23.02.1584 — 29.09.1615), маркиз де Тюри. Жена (12.09.1610): Шарлотта дю Валь де Бреванн-Фонтене, дочь виконта Жермена III де Корбея и Мари дю Мулине
- Франсуа I де Монморанси-Шатобрён (ум. после 1646), сеньор де Шарсонвиль и Шатобрён в Берри, аббат Молема и Ле Тронше. Жена (1640): Катрин Роже. Основатель линии Монморанси-Шатобрён
- Жаклин де Монморанси-Фоссё (1586— ). Муж: Флоримон де Мулен, сеньор де Рошфор